# Apiocera fasciata
Apiocera fasciata är en tvåvingeart som beskrevs av Paramonov 1953. Apiocera fasciata ingår i släktet Apiocera och familjen Apioceridae. Inga underarter finns listade i Catalogue of Life.